# Venezuela en el Preolímpico Sudamericano de Voleibol de 2008

## Preolímpico Sudamericano
Resultados de la Selección venezolana de voleibol durante el preolímpico sudamericano de voleibol en Formosa y Lima donde por primera vez ambas selecciones tanto masculinas como femeninas clasifican para unos juegos olímpicos y se convirtieron en el 3.er y 4.º selección de equipo que clasifican a unos juegos, las anteriores fueron las selecciones de basketball en las olimpiadas de 1992 y la de fútbol en las olimpiadas de 1980.(ambos equipos clasificaron invictos)

## Selección masculina
| Fecha       | Equipos   | Sets | Sets | Sets | Sets | Sets | Final | Ciudad  | Instalación            | Público |
| Fecha       | Equipos   | 1    | 2    | 3    | 4    | 5    | Final | Ciudad  | Instalación            | Público |
| ----------- | --------- | ---- | ---- | ---- | ---- | ---- | ----- | ------- | ---------------------- | ------- |
| 4-ene 19.45 | Venezuela | 25   | 25   | 25   |      |      | 3     | Formosa | Estadio Cincuentenario | 1.100   |
| 4-ene 19.45 | Paraguay  | 9    | 19   | 13   |      |      | 0     | Formosa | Estadio Cincuentenario | 1.100   |
| 5-ene 17.00 | Venezuela | 25   | 25   | 25   |      |      | 3     | Formosa | Estadio Cincuentenario | 2.200   |
| 5-ene 17.00 | Chile     | 16   | 20   | 21   |      |      | 0     | Formosa | Estadio Cincuentenario | 2.200   |
| 6-ene 17.00 | Venezuela | 25   | 25   | 25   |      |      | 3     | Formosa | Estadio Cincuentenario | 1.250   |
| 6-ene 17.00 | Uruguay   | 17   | 16   | 18   |      |      | 0     | Formosa | Estadio Cincuentenario | 1.250   |
| 7-ene 19.30 | Venezuela | 22   | 25   | 25   | 25   |      | 3     | Formosa | Estadio Cincuentenario | 5.000   |
| 7-ene 19.30 | Argentina | 25   | 22   | 23   | 16   |      | 1     | Formosa | Estadio Cincuentenario | 5.000   |

### Equipo masculino
| #  | Nombre             | Edad | Estatura | Posición |
| -- | ------------------ | ---- | -------- | -------- |
| 12 | Carlos Tejada      | 27   | 2,00     |          |
| 5  | Rodman Valera      | 25   | 1,89     |          |
| 13 | Iván Márquez       | 26   | 2,04     |          |
| 11 | Eduardo Gómez      | 25   | 1,95     |          |
| 4  | Joel Silva         | 22   | 1,88     | Libero   |
| 3  | Andy Rojas         | 27   | 1,98     |          |
| 7  | Luis Díaz          | 24   | 2,05     |          |
|    | Ernardo Gómez      | 25   | 1,95     |          |
| 16 | Jorge Silva        | 27   | 1,85     |          |
| 17 | Juan Carlos Blanco | 26   | 1,97     |          |
| 18 | Fredy Cedeño       | 26   | 1,97     |          |

- Entrenador:  Ricardo Navajas

## Selección femenina
| Fecha       | Equipos   | Sets | Sets | Sets | Sets | Sets | Final | Ciudad | Instalación   | Público |
| Fecha       | Equipos   | 1    | 2    | 3    | 4    | 5    | Final | Ciudad | Instalación   | Público |
| ----------- | --------- | ---- | ---- | ---- | ---- | ---- | ----- | ------ | ------------- | ------- |
| 3-ene 18.30 | Venezuela | 25   | 25   | 26   |      |      | 3     | Lima   | Eduardo Dibós | 1.100   |
| 3-ene 18.30 | Paraguay  | 15   | 12   | 24   |      |      | 0     | Lima   | Eduardo Dibós | 1.100   |
| 4-ene 20.30 | Venezuela | 25   | 25   | 21   | 25   |      | 3     | Lima   | Eduardo Dibós | 2.200   |
| 4-ene 20.30 | Bolivia   | 6    | 16   | 25   | 11   |      | 1     | Lima   | Eduardo Dibós | 2.200   |
| 5-ene 17.30 | Venezuela | 25   | 25   | 25   |      |      | 3     | Lima   | Eduardo Dibós | 1.250   |
| 5-ene 17.30 | Uruguay   | 12   | 20   | 17   |      |      | 0     | Lima   | Eduardo Dibós | 1.250   |
| 7-ene 20.30 | Venezuela | 25   | 25   | 25   | 22   | 15   | 3     | Lima   | Eduardo Dibós | 5.000   |
| 7-ene 20.30 | Perú      | 22   | 27   | 22   | 25   | 12   | 2     | Lima   | Eduardo Dibós | 5.000   |

### Equipo femenino
| #  | Nombre             | Edad | Estatura | Posición |
| -- | ------------------ | ---- | -------- | -------- |
| 10 | Desiree G. Glod J. | 25   | 1,75     | Punta    |
| 6  | María Valero       | 16   | 1,63     | Libero   |
| 5  | Génesis Francesco  | 17   | 1,73     | Armadora |
| 14 | Aleoscar Blanco    | 20   | 1,89     | Central  |
| 15 | María José Pérez   | 19   | 1,81     | Armadora |
| 9  | Jaycé Andrade      | 23   | 1,78     | Atacante |
| 1  | Yessica Paz        | 18   | 1,93     | Central  |
| 2  | Luz Delfines       | 16   | 1,93     | Central  |
| 12 | Gheraldine Quijada | 20   | 1,79     | Armadora |
| 13 | Shirley M. Florian | 15   | 1,87     | Central  |
| 8  | Amarilis Villar M. | 16   | 1,78     | Punta    |
| 17 | Roslandy Acosta    | 17   | 1,90     | Punta    |
| 18 | Wendy Romero       | 17   | 1,78     | Punta    |

- Entrenador:  Tomás Fernández